# Tymowskoje
Tymowskoje (russisch Тымовское) ist eine Siedlung städtischen Typs in der Oblast Sachalin (Russland) mit 8629 Einwohnern (Stand 1. Oktober 2021).

## Geographie
Die Siedlung liegt im zentralen Teil der Insel Sachalin im Tal des Flusses Tym an seinem rechten Ufer. Das Tal trennt den westlichen Teil des Sachalingebirges vom östlichen, in dem gut 30 Kilometer östlich von Tymowskoje der Lopatin-Berg liegt, mit 1608 Metern höchste Erhebung der Insel Sachalin (benannt nach dem Bergingenieur Innokenti Lopatin, der 1868 als einer der ersten Russen das Gebiet erkundete).
Tymowskoje ist seit 1965 Verwaltungszentrum des nach mehreren Veränderungen neu geschaffenen, gleichnamigen Rajons Tymowskoje. Der Ort liegt gut 450 Kilometer (Luftlinie) nördlich der Oblasthauptstadt Juschno-Sachalinsk.

## Geschichte
Im Zusammenhang mit der Nutzung Sachalins durch das Russische Kaiserreich als Gefängnis- und Verbannungsinsel entstanden ab 1877 bzw. 1878 unweit des heutigen Ortes die Siedlungen Malo-Tymowo und Bolschoje Tymowo. Letzteres erhielt bald zu Ehren des Gründers, Unteroffizier Jakow Rykow den Namen Rykowskoje und wuchs schnell, hatte 1886 bereits 2000 Einwohner und blieb bis zu deren Auflösung eines der drei Zentren der Sachaliner Katorga und für den Nordostteil der Insel zuständig (neben Alexandrowsk im Westen und Korsakow im Süden). Das 15 Kilometer südlich von Tymowskoje gelegene Dorf heißt heute Kirowskoje.
Am 5. Juli 1880 wurde flussabwärts vom Anton Derbin ein weiteres Dorf für Verbannte gegründet, das nach diesem den Namen Derbinskoje erhielt. 1890 besuchte der Schriftsteller Anton Tschechow auf seiner Sachalin-Reise das Dorf und beschrieb es in seinem Buch Die Insel Sachalin.
Während des Russisch-Japanischen Krieges 1904/05 wurde das Gebiet um Rykowskoje und Derbinskoje im Juli 1905 von japanischen Truppen besetzt, wie auch nach der russischen Oktoberrevolution von 1917 (auf Sachalin übernahmen die Bolschewiki die Macht erst Anfang 1920), als Japan von April 1920 bis Mai 1925 auch den gesamten Nordteil der Insel okkupierte.
1928 wurde das Verwaltungszentrum des Rajons Rykowskoje nach Derbinskoje verlegt. Am 15. November 1949 erhielt der Ort den heutigen Namen.
1963 wurde dem Ort der Status einer Siedlung städtischen Typs verliehen.

### Bevölkerungsentwicklung
| Jahr | Einwohner |
| ---- | --------- |
| 1890 | 739       |
| 1939 | 2.350     |
| 1959 | 5.412     |
| 1970 | 7.974     |
| 1979 | 9.476     |
| 1989 | 10.869    |
| 2002 | 8.532     |
| 2010 | 7.855     |

Anmerkung: ab 1939 Volkszählungsdaten

## Persönlichkeiten
- Iwan Juwatschow (1860–1940), Seeoffizier, Narodowolze und Schriftsteller („Acht Jahre auf Sachalin“ unter dem Pseudonym Miroljubow), Vater des Schriftstellers Daniil Charms; verbüßte eine in Zwangsarbeit umgewandelte Todesstrafe in der Rykowsker Katorga
- Bronisław Piłsudski (1866–1918), polnischer Ethnologe, verbüßte einen Teil der Strafe von 15 Jahren Zwangsarbeit wegen geplanten Mordes am Zaren Alexander III. in Rykowskoje; war danach noch mehrere Jahre im Auftrag der Russischen Akademie der Wissenschaften auf Sachalin als Ethnologe tätig

## Wirtschaft und Infrastruktur
In Tymowskoje gibt es Betriebe der Forstwirtschaft und der Lebensmittelindustrie.
Die Siedlung liegt an der nach Nogliki führenden Hauptstrecke des schmalspurigen Eisenbahnnetzes (Kapspur 1067 mm) der Insel Sachalin (Streckenkilometer 539 ab Korsakow über Juschno-Sachalinsk; Stationsname Tymowsk). Tymowskoje wurde beim Streckenbau Richtung Norden in den 1970er Jahren erreicht. Hier befindet sich das größte Lokomotivdepot im Nordabschnitt der Strecke.
Durch den Ort führt die Regionalstraße R487 von Juschno-Sachalinsk über Poronaisk nach Alexandrowsk-Sachalinski, von der hier eine Straße den Tym abwärts und entlang der Bahnstrecke nach Nogliki an der Ostküste der Insel und weiter nach Ocha abzweigt.